# KD-67
Die KD-67 ist tschechoslowakischer Tragschrauber.

## Geschichte
Die KD-67 Ideal wurde Ende der 1960er Jahre von den Ingenieuren Josef Kunovsky und Miroslav Drdla für die Flugsportklubs der tschechoslowakischen Wehrsportorganisation SVAZARM entworfen. Der Tragschrauber wurde als Bausatz an die Fliegerklubs geliefert, nur die Rotorblätter wurden industriell gefertigt. Das Gerät war nicht eigenstartfähig und wurde per Winde oder Autoschlepp gestartet. Anfang der 1970er Jahre wurden die Hubschrauberabteilungen der SVAZARM aufgelöst und der weitere Betrieb von Tragschraubern in der ČSSR verboten.

## Fluchtversuch 1977
Als die Hubschraubersektionen der SVAZARM aufgelöst wurden, kam der Ingenieur Vojtech Vala in den Besitz eines unvollständigen KD-67. 1977 gelang es ihm, einen Motor Walter Minor Baujahr 1935 zu erwerben. Diesen baute er in den Tragschrauber ein und versuchte von einem wegen Bauarbeiten gesperrten Autobahnabschnitt bei Bratislava nach Österreich zu fliegen. Wegen dichtem Bodennebel misslang das jedoch, Vala landete noch vor der Grenze. Er wurde festgenommen und zu 13 Jahren Haft verurteilt. Sein Vermögen wurde eingezogen, darunter der Tragschrauber. Dieser wurde dem Polizeimuseum übergeben und blieb dort bis zum Jahr 2000. Danach wurde er von Mitarbeitern des tschechischen Luft- und Raumfahrtinstituts VZLU restauriert und war anschließend Teil einer Sonderausstellung über die Zeit des Kalten Krieges. Heute steht er im Luftfahrtmuseum Kbely.

## Technische Daten
| Kenngröße             | Daten                     |
| --------------------- | ------------------------- |
| Typ                   | Schultragschrauber        |
| Gewicht               | leer 64 kg maximal 285 kg |
| Rotordurchmesser      | 6,10 m                    |
| Höchstgeschwindigkeit | 95 km/h                   |
| Besatzung             | 1                         |